# 99 Posse
99 Posse är en hiphopgrupp från Neapel i Italien. De rappar både på italienska och lokala napolitanska dialekter. De flesta av deras sånger berör politiska och sociala ämnen och deras budskap anses ligga långt till vänster på den politiska skalan. Ett exempel på deras aktivism är att alla deras musikalbum har släppts med ett "prezzo politico" ("politiskt pris"), som visas på ett klistermärke på varje album med texten "Betala inte mer än..." För gruppen är detta ett sätt att "sätta en särskild uppfattning om sitt förhållande till marknaden i praktik, ett slags ideal praktik".
Gruppen har genom sina sånger och politiska budskap blivit populära i Italien. Deras första album Curre Curre Guagliò (1993) var i första hand influerat av reggae och världsmusik, Cerco Tiempo(1996) och Corto Circuito (1998) innefattade nya stilar som drum 'n bass och trip hop. Det första albumet producerades av medlemmarna själva, och inspirerade regissören Gabriele Salvatores till den Oscarsvinnande filmen Sud.
Gruppen har ett eget skivbolag, Novenove ("Nionio"), som arbetar för att främja mindre artister.

## Diskografi
- 1993 – Curre curre guagliò
- 1995 – Guai a chi ci tocca
- 1996 – Cerco tiempo
- 1998 – Corto circuito
- 2000 – La vida que vendrá
- 2001 – Na 99 10